# Этингер, Яков Гиляриевич
Яков Гиляриевич Этингер (22 декабря 1887, Минск — 2 марта 1951, Лефортовская тюрьма) — советский врач-кардиолог, терапевт и учёный-медик, профессор (1935), доктор медицинских наук (1937). Приёмный отец Я. Я. Этингера.

## Биография
Из состоятельного еврейского рода, сын купца 1-й гильдии Гилеля Симховича Этингера; мать — Ципа Яков-Овшиевна Этингер (урождённая Горовиц). Гилелю Этингеру принадлежал дом № 16 по улице Губернаторской в Минске; среди прочего «Торговый дом Г. Этингера» занимался импортом и торговлей граммофонами, патефонами, пишущими машинками.
Окончил естественно-математический факультет Кёнигсбергского университета в 1909, медицинский факультет Берлинского университета в 1913, доктор медицины (1913). Во время учёбы примкнул к социал-демократам.
В 1914 призван в царскую армию, ординатор госпиталя. В 1918 вступил в РККА. В Гражданскую войну начальник военного госпиталя. В 1920—1921 заведующий терапевтическим отделением Витебской городской больницы. В 1922—1929 ассистент, в 1929—1932 приват-доцент кафедры пропедевтики внутренних болезней медицинского факультета 1-го МГУ, одновременно с 1929 заведующий терапевтическим отделением Московской Яузской больницы имени Медсантруда. Неоднократно выезжал в зарубежные командировки (в том числе в Германию и Японию). С 1932 заведующий кафедрой пропедевтики внутренних болезней, в 1941—1949 — кафедрой факультетской терапии педиатрического факультета 2-го Московского медицинского института (ММИ). Член правления Всесоюзного общества терапевтов.
Долгое время был консультантом Лечебного санитарного управления Кремля; лечил многих представителей советской и зарубежной партийной элиты, в том числе С. М. Кирова, Г. К. Орджоникидзе, Г. В. Чичерина, М. М. Литвинова, С. М. Будённого, Г. М. Димитрова, П. Тольятти, В. Пика и других.
1 июня 1949 уволен из ММИ, работал профессором-консультантом в поликлинике Министерства нефтяной промышленности. 8 ноября 1950 арестован, став первой жертвой так называемого «дела врачей». Обвинён в принадлежности к террористической группе врачей, «ставивших своей целью путём вредительского лечения сократить жизнь активным деятелям СССР», в том числе в преступном лечении А. С. Щербакова. На следствии подвергался пыткам и издевательствам. Умер в Лефортовской тюрьме от паралича сердца.

## Семья
Жена — Ревекка Константиновна Викторова (25 марта 1889, Велиж — ?), врач-терапевт, выпускница Московского женского медицинского института (1914), была арестована в июле 1951 года и приговорена к 10 годам ИТЛ. В 1953 году освобождена и реабилитирована.
Старший брат погиб в 1905 году. Младший брат — Симха (Александр) Этингер (1895—1966), в 1923 году через Польшу эмигрировал в Германию, а в 1933 году в подмандатную Палестину; автор научных трудов по математической физике; был женат на бактериологе Раисе Тульчинской (1902—?).

## Публикации
Автор работ по кардиологии, пульмонологии, один из разработчиков метода электрокардиографической диагностики острого инфаркта миокарда.